# Napoleón Flores
Napoleón Flores (Catmon, 6 novembre 1931 – 30 aprile 2012) è stato un cestista filippino.

## Carriera
Con le Filippine ha disputato i Campionati del mondo del 1954, vincendo la medaglia di bronzo.